# Torleya padunica
Torleya padunica is een haft uit de familie Ephemerellidae. De wetenschappelijke naam van de soort is voor het eerst geldig gepubliceerd in 1963 door Kazlauskas.
De soort komt voor in het Palearctisch gebied.